# Gennadij Kozovoj
Gennadij Ivanovitj Kozovoj, ryska: Геннадий Иванович Козовой, född 5 januari 1951, är en rysk företagsledare som är involverad i gruvföretaget PAO Raspadskaja sedan 1978. Han började hos dem som gruvarbetare och arbetade upp sig genom åren, mellan 1991 och 1993 var han koncernens styrelseordförande och mellan 2003 och 2014 var han deras VD. Kozovoj och Raspadskajas dåvarande styrelseordförande Aleksandr Vagin äger båda en del av det globala stål- och gruvföretaget Evraz plc, där Kozovojs del är på 5,8%.
Den amerikanska ekonomitidskriften Forbes rankade Kozovoj till att vara världens 938:e rikaste med en förmögenhet på $1,3 miljarder för den 1 mars 2011.
Han avlade kandidatexamen i elektrifiering och automation rörande gruvdrift samt en teknologie doktor i ingenjörsvetenskap vid Irkumskij Natsonalnyj Issledovatelskij Technitjekij Universitet.